# Margaret Vernon
Margaret Vernon, död under eller efter år 1546, var en engelsk abbedissa.
Hennes karriär som nunna är såvitt känd unik i England, då hon i tur och ordning var abbedissa för fyra olika kloster inom benediktinerorden mellan 1509 och 1539. Hon var abbedissa på Sopwell (1509), St Mary de Pré (1513–1515), Little Marlow (cirka 1522) och Malling 1537–1539. Hon var personlig vän till Thomas Cromwell och hennes tolv bevarade brev till honom beskriver hennes affärstransaktioner 1522–1538. Hon hade ansvaret för Cromwells sons utbildning, och fick hans beskydd under den engelska reformationen: när Little Marlow lades ned såg han till att hon först fick tjänsten som abbedissa för ett av de kloster som initialt undantogs från avvecklingen av klostren, och, när även detta lades ned, att hon och dess nunnor fick pension från klostrets gamla inkomst. Hennes pension utbetalades till åtminstone 1546.